# LUX (Filmpreis)

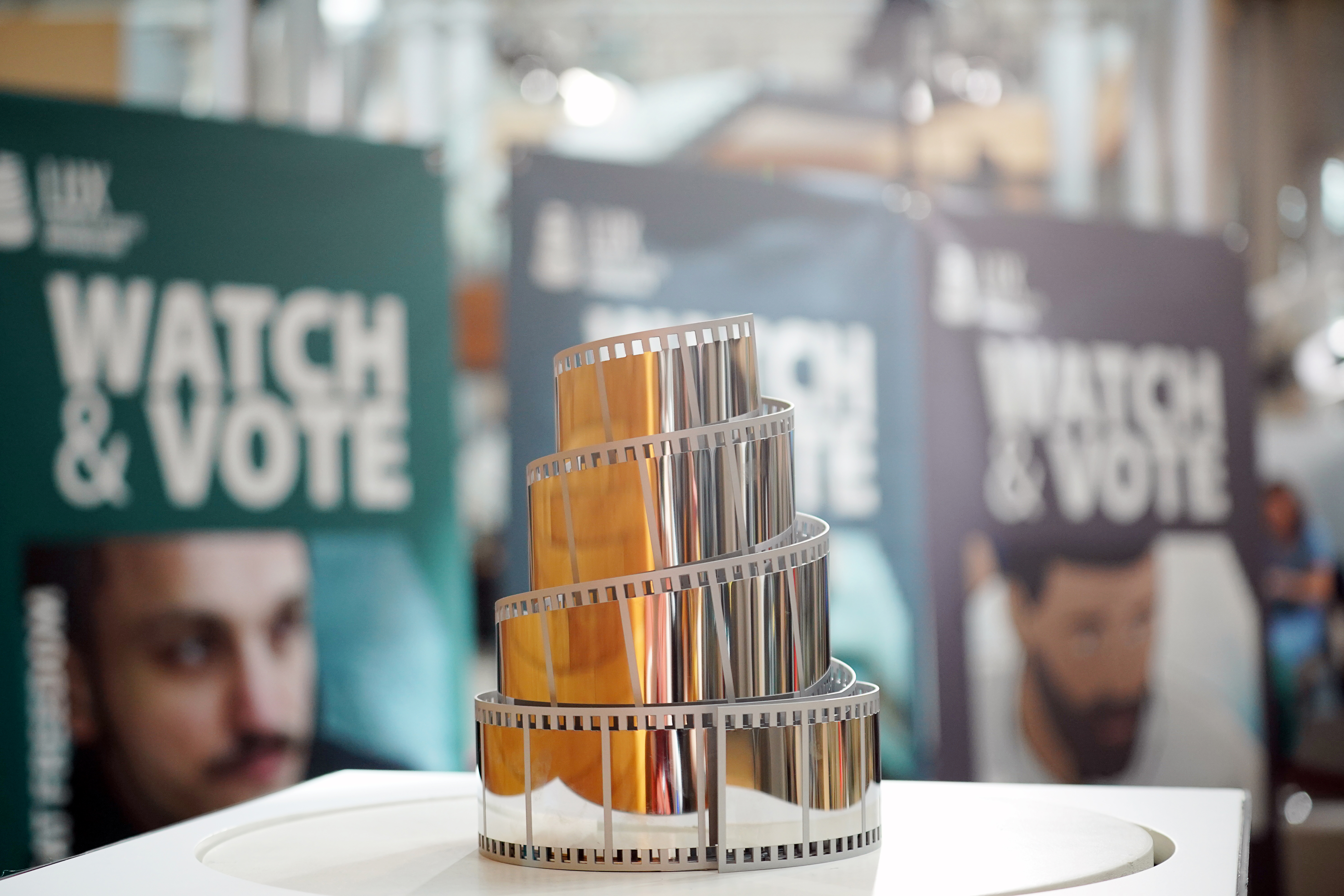
Der LUX-Filmpreis (2022)

LUX ist der Filmpreis des Europaparlaments, der seit 2007 vergeben wird. Er „soll zur Diskussion und Reflexion über und zur künstlerischen Auseinandersetzung mit der europäischen Einigung“ anregen. Mit dem LUX werden Filme ausgezeichnet, die sich des Themas Integration annehmen und den Reichtum der sprachlichen Vielfalt in Europa widerspiegeln.

## Allgemeines
Die Schaffung des Preises geht unter anderem auf Bemühungen Gérard Onestas zurück. „Lux“ ist das lateinische Wort für „Licht“ und als Anspielung auf die Gebrüder Lumière gedacht. Die Trophäe stellt eine Filmrolle in Form eines Turms dar, die den Turm zu Babel symbolisieren soll. Im ersten Jahr bewarben sich 800 Beiträge um die Auszeichnung. 2011 betrug die Preissumme der EU 90.000 Euro.

## Zweck
Im Rahmen dieses Preises übernimmt das Parlament die Kosten, um die drei Filme der Endrunde anlässlich der „LUX-Filmtage“ mit Untertiteln in alle 24 Amtssprachen der EU zu versehen. Es finanziert auch die Anpassung der Originalversion des Preisgewinners an die Bedürfnisse schwerhöriger oder sehbehinderter Bürger, sowie eine maßgeschneiderte Promotion des Films, damit dieser in jedem der 28 EU-Länder gezeigt werden kann. So soll der Preis die Fragmentierung des europäischen Films abbauen helfen.

## Wahlverfahren
Eine Fachjury trifft zunächst eine Vorauswahl von zehn Filmen („Official Selection“), die später auf drei Filme eingeschränkt wird („Competition“), aus denen die Parlamentarier den Preisträger wählen.

## Preisträger und Finalisten
- 2007: Auf der anderen Seite – Regie: Fatih Akın
- 2008: Lornas Schweigen – Regie: Jean-Pierre und Luc Dardenne
- 2009: Welcome – Regie: Philippe Lioret
- 2010: Die Fremde – Regie: Feo Aladağ
- 2011: Der Schnee am Kilimandscharo (Les Neiges du Kilimandjaro) – Regie: Robert Guédiguian
- 2012: Venezianische Freundschaft (Io sono Li) – Regie: Andrea Segre
- 2013: The Broken Circle – Regie Felix Van Groeningen
- 2014: Ida – Regie: Paweł Pawlikowski
- 2015: Mustang – Regie: Deniz Gamze Ergüven
- 2016: Toni Erdmann – Regie: Maren Ade
- 2017: Das Mädchen aus dem Norden (Sameblod) – Regie: Amanda Kernell
- 2018: Gegen den Strom (Kona fer í stríð), – Regie: Benedikt Erlingsson[4]
  - weitere Finalisten:
    - The Other Side of Everything (Druga strana svega) von Mila Turajlić
    - Styx von Wolfgang Fischer[5]
- 2019: Gott existiert, ihr Name ist Petrunya (Gospod postoi, imeto i’ e Petrunija) – Regie: Teona Strugar Mitevska[6]
  - weitere Finalisten:[7]
    - Cold Case Hammarskjöld – Regie: Mads Brügger
    - The Realm – Regie: Rodrigo Sorogoyen
- 2020/21: Kollektiv – Korruption tötet (Colectiv) – Regie: Alexander Nanau (erstmals als Publikumspreis)[8]
  - weitere Finalisten
    - Der Rausch (Druk) – Regie: Thomas Vinterberg
    - Corpus Christi – Regie: Jan Komasa

- 2022: Quo Vadis, Aida? – Regie: Jasmila Žbanić[9]
  - weitere Nominierungen:[10]
    - Flee – Regie:  Jonas Poher Rasmussen
    - Große Freiheit – Regie: Sebastian Meise

- 2023: Close – Regie: Lukas Dhont[11]
  - weitere Finalisten:[12]
    - Alcarràs – Die letzte Ernte – Regie: Carla Simón
    - Triangle of Sadness – Regie: Ruben Östlund
    - Irrlicht – Regie: João Pedro Rodrigues
    - Burning Days – Regie: Emin Alper

- 2024: Das Lehrerzimmer  – Regie: İlker Çatak[13]
  - weitere Finalisten:
    - 20.000 Arten von Bienen – Regie: Estibaliz Urresola Solaguren
    - Fallende Blätter – Regie: Aki Kaurismäki
    - Auf der Adamant – Regie: Nicolas Philibert 
    - Smoke Sauna Sisterhood – Regie: Anna Hints

- 2025: Flow – Regie: Gints Zilbalodis
  - nominiert:
    - Animal – Regie: Sofia Exarchou
    - Dahomey – Regie: Mati Diop
    - Abgehört (Intercepted) – Regie: Oksana Karpovych
    - Julie bleibt still (Julie zwijgt) – Regie: Leonardo van Dijl